# Batdance
Batdance is een single van de Amerikaanse popartiest Prince en werd uitgebracht op 19 juni 1989. Het nummer komt van het album Batman, de soundtrack van de gelijknamige film Batman.

## Ontstaan en structuur
Batdance verving op het laatste moment het nummer Dance with the Devil, dat volgens Prince te donker was. Dance with the Devil is later nooit meer uitgebracht, echter enkele stukken tekst van het nummer staan in het albumboekje.
Batdance is bijna twee nummers in een. Het funkrockachtige segment; een soms chaotisch en mechanisch dansritme verandert later in het nummer in het middensegment; een strak funky ritme, waarna het nummer op het eind weer teruggaat naar een up-tempo variant van het eerdere funkrocksegment. Het nummer is een mengsel van vele muzikale ideeën die Prince op dat moment had. Minstens zes nummers dragen aan Batdance bij, waarvan sommige nooit zijn uitgebracht. Dit zijn 200 Balloons (de B-kant van Batdance), We Got the Power, House in Order, Rave Unto the Joy Fantastic, The Future en Electric Chair, en niet te vergeten het Batman Theme van Neal Hefti uit 1966. Sommige delen van deze nummers zijn alleen als stukjes te horen en andere zijn alleen te horen op remixes van Batdance. Batdance zit daarnaast vol met samples van filmdialogen van Jack Nicholson, Michael Keaton en Kim Basinger.

## Ontvangst
Mede geholpen door de populariteit van de film bereikte het nummer de nummer één-positie in de Verenigde Staten, waar het Prince zijn vierde nummer één-hit was. Tevens behaalde het daar platina. In de Nederlandse Top 40 bereikte het nummer de vierde positie en in het Verenigd Koninkrijk de tweede positie.

## Videoclip
De videoclip van Batdance werd geregisseerd door Albert Magnoli en toont dansers die verkleed zijn als meerdere exemplaren van Batman, The Joker en Vicky Vale. Prince valt te zien als zichzelf, alsmede als een verkleed en geschminkt karakter genaamd Gemini. De linkerhelft van Gemini bestaat uit The Joker ("het kwaad") en de rechterhelft uit Batman ("het goede"). Prince als zichzelf staat achter een opstelling van studioapparatuur en speelt hier ook zijn gitaar. De Batmannen, de Jokers en later ook de Vicky Vales dansen om de beurt, en Prince en Gemini zingen de teksten. De videoclip herbergt ook één Vicky Vale die een T-shirt draagt met de tekst "All this and brains too" (dit allemaal en ook nog hersenen), wat een verwijzing is naar de strip Batman: The Dark Knight Returns van Frank Miller, waarin een nieuwslezer een topje draagt met dezelfde tekst. De videoclip eindigt met het indrukken van een detonator door Gemini.
Gemini (Tweelingen) is Prince' sterrenbeeld en is een verwijzing naar de dualiteit binnen zijn muziek. Gemini valt ook te zien in de videoclip van de volgende single Partyman, echter is de Batman-helft hierin vervangen door Prince' normale uiterlijk.

## B-kant en remixes
De B-kant van de single was 200 Balloons, dat speciaal voor de film is opgenomen en ook als de muzikale blauwdruk
voor het middensegment van Batdance dient. 200 Balloons werd door Tim Burton afgekeurd voor de film en vervangen door het nummer Trust. De songtekst van 200 Balloons past echter beter bij de film dan zijn vervanger. Enkele stukken tekst van 200 Balloons zijn ook terug te vinden in Batdance en nog meer in de remix The Batmix. 200 Balloons bevat ook samples van het nummer Rave Unto the Joy Fantastic, een ander nummer dat door Tim Burton werd afgekeurd en werd vervangen door Partyman.
De 12"-single en enkele cd-versies van de single hadden twee remixen van Batdance. The Batmix was geremixt door Mark Moore en de Vicki Vale Mix was geremixt door William Orbit. The Batmix richt zich op het chaotische funkrocksegment van Batdance en wordt aangevuld door elektronische vervormingen en samples van stemmen en instrumenten. Daarnaast kent het ook een paar aanvullende songteksten, alsmede meer samples van het nummer Rave Unto the Joy Fantastic. De Vicki Vale Mix ligt in het verlengde van het middensegment en bevat de meeste filmdialogen. Ook deze mix kent enkele aanvullende songteksten.

## Versies

### 7": Warner Bros. / 7-22924 (VS)
1. Batdance (edit) - 4:06
2. 200 Balloons - 5:05

### 12": Warner Bros. / W2924T (VK)
1. Batdance - 6:13
2. 200 Balloons - 5:05
  - ook beschikbaar als picture disc (W2924TP)
  - ook beschikbaar op cd (W2924CD)

### 12": Warner Bros. / W2924TX (VK)
1. Batdance (The Batmix) - 7:15
2. Batdance (Vicky Vale Mix) - 5:55
3. 200 Balloons - 5:05
  - ook beschikbaar op cd (W2924CDTX)

### 7": Warner Bros. / 7-22924 (VS)
1. Batdance (The Batmix Edit) - 4:09
2. Batdance (Vicky Vale Mix Edit) - 4:13
  - promo

### 12": Warner Bros. / PRO-A-3702 (VS)
1. Batdance (The Batmix) - 7:15
2. Batdance (The Batmix Radio Edit) - 4:09
3. Batdance (Vicky Vale Mix) - 5:55
4. Batdance (Vicky Vale Mix Radio Edit) - 4:13
  - promo